# Antoine Chidiac
Antoine Chidiac (arab. ‏انطوان شدياق‎, ur. 13 listopada 1952 w Hadath) – libański judoka. Olimpijczyk z Monachium 1972, gdzie zajął dziewiętnaste miejsce w wadze półciężkiej.

## Letnie Igrzyska Olimpijskie 1972
| Konkurencja | Eliminacje         | Klas. końcowa |
| Konkurencja | Przeciwnik I       | Miejsce       |
| ----------- | ------------------ | ------------- |
| 93 kg       | Jan Bosman (NED) P | 19.           |